# Апнеја
Апнеја (грч. απνοια, α- без, πνεειν- дисања, лат. apnoe) је краткотрајни прекид спољашњег дисања (уз очувано унутрашње дисање) или пауза у дисању која траје дуже од 3 а краће од 10 секунди. при чему долази до промене општег стања у организму, брадикардије (успореног рада срца), цијанозе (плаветнила видљиве слузокоже и коже) или бледила и хипотензије (пада крвног притиска). Апнеју прати и одређена десатурација (смањење) кисеоника у периферној крви.
Поред тога што је апнеја пратећи симптом одређених болести, свако у животу може понекад имати апнеју током ноћи, нарочито код великог умора или након конзумације алкохола и обилног оброка у вечерњим сатима. О апнеји (као болести) се говори онда када се код неке особе, у току спавања, јавља више од 5 апнеја у једном сату или када је збир апнеја или хипопнеја у једном сату већи од 10.
Апнеја синдром у спавању или опструктивни апнеја синдром (енгл. Obstructive sleep apnea) посебан је ентитет апнеје (који се назива и болешћу спавања) са доста великом учесталошћу код привидно здравих особа. Процењује се да је око 5% одрасле популације (првенствено мушког пола) захваћено овом болешћу.

## Етиологија
Дисање је физиолошки процес који подразумева размену гасова између тела и спољашње средине. Педантно избалансиран систем у телу обезбеђује уредан процес дисања, испоручујући довољно кисеоника ткивима за производњу енергије и ефикасно уклањање угљен-диоксида. Упркос својој беспрекорној природи, дисање је подложно абнормалностима које оспоравају његову ефикасност. Поремећаји дисања као што је апнеја могу значајно утицати на живот пацијента нарушавањем размене гасова, што доводи до смањеног снабдевања кисеоником и накупљања угљен-диоксида.
Апнеја или инспираторни грч карактерише се удисајем (инспиријумом) који се по достизању свог максимума одржава у фази платоа неколико десетина секунди. Према етиолошком фактору који га изазива апнеје се деле на идиопатске (непознатог узрока) и симптомске.

### Узроци идиопатских апнеја
Неки од главних узрока апнеја непознатог узрока (идиопатеска) или апнеја  изазвана механизмом очигледног спонтаног порекла су:
- незрелост респираторног центра код превремено рођене деце,
- абнормалности у преносу надражаја преко одређених супстанци у мозгу,
- употреба неких лекова, стимуланаса, антидепресива,
- хронична бубрежна инсуфицијенција,
- болести јетре,
- трудноћа,
- анемија,
- катаплексија (слабост мишића или парализа без губитка свести).

### Узроци симптомских апнеја
Неки од главних узрока симптоматских апнеја су:
- Хипоксија;
- Анемија;
- Шок;
- Респираторни поремећаји;
- Метаболички поремећаји (хипогликемија, хипокалцијемије, хипо / хипернатријемија, хиперамонијемија);
- Термичка нестабилност;
- Интракранијалне хеморагије;
- Малформације централног нервног система;
- Анатомско сужење дисајних путева (атрезија хоана, микрогнација - Пјер Робенов синдром);
- Лекови дати пацијенту, мајци трудници (фетусу);
- Инфекција (сепса, менингитис, некротични ентероколитис);
- Грубо извођење интервенција;
- Грубе манипулације у нези болесника

### Подела апнеја према патофизиолошком механизму
Према патофизиолошком механизму апнеја се разврставају у:

#### Централна апнеја
Централна апнеја јесте потпуни престанак инспираторних напора без опструкције горњих дисајних путева. Узрокује га проблем са контролом дисања у делу мозга који се зове мождано стабло. Обично је мождано стабло веома осетљиво на промене у нивоа угљен-диоксида у крви (нуспроизвод нормалних хемијских реакција тела). Када је ниво угљен-диоксида висок, мождано стабло сигнализира респираторним мишићима да дишу дубље и брже како би уклонили угљен-диоксид кроз издисај, и обрнуто. Код централне апнеје у сну, мождано стабло не реагује на одговарајући начин на промене у нивоу угљен-диоксида. Као последица тога, током спавања, људи који имају централну апнеју у сну могу имати паузе у дисању или могу дисати мање дубоко и спорије него што је нормално. Постоји много разлога зашто мождано стабло можда не шаље одговарајуће сигнале за дисање. На пример, мождани удар, инфекција мозга ( енцефалитис ) или урођени дефект мозга могу утицати на мождано стабло. Опиоиди који се користе за ублажавање болова и бројни други лекови могу изазвати централну апнеју у сну. Бити на великој надморској висини такође може изазвати централну апнеју у сну. Централна апнеја у сну може се јавити код људи са срчаном инсуфицијенцијом. Тумор мозга је веома редак узрок. За разлику од опструктивне апнеје у сну, централна апнеја није узрокована гојазношћу.
У једном облику централне апнеје у сну, званом Ондинска клетва, која се обично јавља код новорођенчади, људи могу дисати неадекватно или уопште не дисати осим када су потпуно будни. Ондинска клетва може бити фатална.

#### Опструктивна апнеја
Опструктивна апнеја је опструкција горњих дисајних путева  који обухватају пролаз од уста и ноздрва до грла и доле до гласница. Како ове структуре могу променити положај док особа дише. ову врсту апнеје карактерише отсуство протока ваздуха упркос покретима зида грудног коша.  Она је најчешћи тип апнеје за време спавања, јер је узрокована поновљеним затварањем грла или горњих дисајних путева током спавања.  Ова врста апнеје утиче на здравље и добробит око 8 до 16% одраслих. Опструктивна апнеја у сну је чешћа код гојазних особа.

#### Мешовита апнеја
Мешовита апнеја јесте комбинација централне и опструктивне апнеје. Она чини 50% свих апнеја

### Фактори ризика
Све оно што повећава вероватноћу да се код неке особе развију симптоми апнеје, могу се идентификовати као фактори ризика. Неки од најчешћих фактора ризика за појаву апнеје наведени су у доњој табели:
| Фактори             | Карактеристике |
| ------------------- | --- |
| Анатомске аномалије | Особе са мањим промером горњих дисајних путева због анатомских аномалија чешће оболевају од апнеје |
| Пол                 | Из недовољно познатих разлога, ризик за развој апнеје је већи код мушкараца. Тако је се код мушкараца апнеја изазвана сном јавља у 4% а код жена 2% случајева.                                                                               |
| Менопауза           | Разлози су нејасни (али могу да буду повезани са хормоналним фактором), (нпр жене у постменопаузи су у већем ризику за развој апнеје него жене које нису још у менопаузи).                                                                   |
| Узраст              | У принципу, преваленца апнеје је нешто већа код деце у првим месецима живота и повећава се са годинама тако да је већа код старијих људи (узраста до 65) него код средовечних особа (прецизни подаци преваленци код деце тренутно недостају. |
| Телесна тежина      | Гојазне особе (са 10% или већим процентом увећања индекса телесне масе), имају око 6 пута веће шансе за настанак апнеје, од људи који одржавају нормалну телесну тежину.                                                                     |
| Пушење дувана       | Људи који пуше имају око 3 пута веће шансе за појаву апнеје у односу на непушаче. |
| Хркање              | Особе које пате од хркања у сну имају веће шансе за појаву сном изазване апнеје у односу на оне који то не чине. |
| Промене у носу      | Људи који имају девијацију, полипе или запушен нос током спавања имају око два пута већи ризик за појаву сном изазване апнеје. |

## Дијагноза
За постављање дијагнозе апнеја неопходно је пратити следеће параметре:
- Тип дисања. За сваки ирегуларан тип дисања код пацијента треба евидентирати; учесталост појаве престанка дисања, трајање у секундама, однос према срчаној фреквенци, појаву цијанозе и промене тонуса мускулатуре;
- Одговор на кожне стимулације;
- Телесну температуру;
- Ацидобазни статус крви;
- Ниво хемоглобина и хематокрита у крви;
- Вредности гликозе, калцијума и фосфора у крви;
- Знаке раних симптома сепсе
- Праћење других стања која изазивају апнеју;

## Терапија
Лечење апнеје усмерено је како на факторе ризика тако и на саму апнеју у сну.

### Терапија опструктивна апнеје у сну
Ако је пацијенту прописан третман и они га примењује, прогноза је обично одлична, јер апнеја не утиче на животни век, крвни притисак обично пада за неколико ммХг,  а најтеже компликације се могу спречити.
Губитак телесне тежине, престанак пушења и непретерано коришћење алкохола могу помоћи у терапији апнеје. 
Носне инфекције, алергије хипотироидизам и акромегалију треба адекватно лечити. 
Губитак тежине је користан, али може бити веома тежак, посебно за људе који су поспани и уморни. Стога се операција губитка тежине (баријатријска хирургија) често препоручује људима који имају велику тежину (или имају тешку гојазност). Код таквих људи, баријатријска хирургија смањује апнеју у сну и купира симптоме код око 85% људи.
Они који јако хрчу и људи који се често гуше у сну не би требало да конзумирају алкохол или да узимају средства за спавање, седативне антихистаминике или друге лекове који изазивају поспаност. 
Спавање на страну или подизање узглавља кревета може помоћи у смањењу хркања. Специјални уређаји причвршћени на леђима помажу у спречавању људи да спавају на леђима. 
Различити други уређаји и спрејеви који се продају за смањење хркања могу помоћи код једноставног хркања али није доказано да ублажавају опструктивну апнеју у сну.

#### Континуирани позитивни притисак у дисајним путевима (КППДП)
Континуирани позитивни притисак у дисајним путевима (КППДП) је главни третман за људе са опструктивном апнејом у сну, посебно за оне који имају прекомерну поспаност током дана. Са КППДП, људи дишу кроз маску за лице или нос повезану са уређајем који обезбеђује нешто већи притисак у дисајним путевима. Овај повећани притисак отвара грло док особа удише. КППДП се може дати са или без овлаживања испорученог ваздуха. Потребно је пажљиво праћење од стране лекара током прве две недеље употребе КППДП како би се обезбедило правилно налегање маске и пружило одговарајуће охрабрење док особа учи да спава са маском. 
Ако особа има девијацију носне преграде, лекари могу препоручити операцију за корекцију девијантног септума (септопластика) јер корекција може учинити КППДП третман успешнијим.
Како многи људи тешко толеришу методу КППДП престају да је користе или је користе само понекад. Ако лекари и техничари помажу људима да пронађу уређај који им одговара и охрабрују их, већа је вероватноћа да ће људи имати дугорочни успех са КППДП-ом.
Неки људи који користе КППДП и даље имају прекомерну поспаност током дана. Ови људи могу имати користи од узимања благог стимуланса који се користи за лечење дневне поспаности код особа са опструктивном апнејом у сну (на пример, модафинил или солриамфетол).

#### Примена привремених оралних апарата
Једна од мера у терапији је и примена привремених оралних апарата које израђују стоматолози, и могу помоћи у ублажавању опструктивне апнеје (и хркања) код људи са благом до умереном апнејом у сну. Ови апарати, који се носе само док особа спава помажу да се дисајни путеви одрже отвореним. Већина апарата се састоји од два комада пластике обликованих у облику горњих и доњих зуба. Два дела су повезана и дизајнирана тако да повуку доњу вилицу напред тако да језик не може да се помери уназад да би блокирао грло.
Пошто је хркање уобичајено и узнемирава неке и због тога што употреба КППДП може бити тешка, неки алтернативни уређаји који нису темељно проучени често се пласирају на тржиште и продају директно потрошачима. Пре него што започну било који план лечења, људи треба да разговарају о својим могућностима лечења са здравственим радницима.

#### Стимулација горњих дисајних путева
Стимулација горњих дисајних путева је процедура у којој се имплантирани електрични уређај користи за стимулацију једног од кранијалних нерава који контролише језик (хипоглосални нерв). Стимулисање овог нерва активира мишиће који гурају језик напред и помажу у одржавању дисајних путева отвореним. Ова терапија може бити успешна код неких људи са умереном до тешком опструктивном апнејом у сну који не могу да толеришу КППДП терапију.

#### Операција главе или врата
Операција главе или врата као третман за апнеју у сну је корисна ако постоје увећани крајници или очигледна блокада горњих дисајних путева другом структуром. Код деце, операција уклањања крајника и аденоида је најчешћи третман (назива се аденоидектомија). Ова врста операције обично ублажава апнеју у сну, посебно ако су крајници или аденоиди увећани. Хирургија се понекад користи код људи без очигледне блокаде ако ниједан други третман није успео.
Увулопалатофарингопластика је хируршка процедура која отвара горње дисајне путеве уклањањем неког ткива из горњих дисајних путева (на пример, из непца, увуле, крајника и аденоида). Најчешће је од помоћи људима који имају благу апнеју у сну. Међутим, овај поступак је у великој мери замењен мање агресивним приступима који, на пример, покушавају да стабилизују зидове ждрела (шупљине иза носа и уста). Понекад се користе и друге хируршке процедуре, али оне нису толико темељно проучене у погледу предвидљивости и трајности.

#### Трахеотомија
Трахеотомија (прављење трајног отвора у душнику за уметање цеви за дисање) је најефикаснији третман за опструктивну апнеју у сну. Међутим, трахеостомија се ради само као последње средство за људе са најтежом болешћу који нису реаговали на друге третмане.

### Терапија централна апнеја у сну
Код људи са централном апнејом у сну, основни поремећај се лечи ако је то могуће, лековима за смањење озбиљности срчане инсуфицијенције . Људима се такође саветује да избегавају или смање уноса алкохолних пића и свих лекове који погоршавају апнеју у сну.
Кисеоник који се испоручује из назалних катетера (који није под притиском) може смањити епизоде апнеје код људи чији нивои кисеоника у крви постају ниски током спавања
Неки људи са централном апнејом у сну могу имати користи од ниског нивоа КППДП. Људи са централном апнејом типа Чејн Штокс имају мање епизода апнеје и бољу срчану функцију уз овај третман, али не преживљавају дуже.
Људи који имају централну апнеју у сну узроковану великом надморском висином, и неки који имају срчану инсуфицијенцију, могу имати користи од лека ацетазоламид .
Неки људи имају користи од имплантације уређаја који стимулише нерве који контролишу дијафрагму (стимулатор дијафрагмалног/френичног нерва) који би требало да помогне особи да лакше дише.
| Узроци                                                                           | Терапија                                                                            |
| -------------------------------------------------------------------------------- | ----------------------------------------------------------------------------------- |
| Срчана инсуфицијенција                                                           | Срчани лекови, напредне терапије срчане инсуфицијенције                             |
| Отказивање бубрега                                                               | Равнотежа течности са диуретицима или дијализом                                     |
| Мождани удар                                                                     | Антиагрегациони лекови, контрола крвног притиска                                    |
| Опиоидни лекови                                                                  | Безбедно заустављање или смањење узимања лекова                                     |
| Велика надморска висина                                                          | Безбедан одлазак на нижу надморску висину                                           |
| ЦАС за хитно лечење                                                              | Затвори препоручује се праћење јер се ово обично побољшава током времена            |
| Неуромускуларна слабост повезана са високим нивоом угљен-диоксида (хиперкапнија) | Неинвазивна вентилација са/без резервне стопе, трахеостомија са кућним вентилатором |

## Мере опреза
Особе са апнејом требало би да буду упозорене на ризике током вожње, руковања тешким машинама или ангажовања у другим активностима током којих би успављивање било опасно.
Људи који се подвргавају операцији требало би да обавесте свог анестезиолога да имају апнеју у сну, јер анестезија понекад може да изазове додатно сужавање дисајних путева.